# Sächsische Bodencreditanstalt

Hypothekenpfandbrief über 1000 RM der Sächsischen Bodencreditanstalt vom 1. Oktober 1942

Die Sächsische Bodencreditanstalt war eine deutsche Hypothekenbank.
Die Bank wurde am 25. September 1895 gegründet. In der Zeit des Nationalsozialismus wurde 1943 die Dresdner Bank dort Großaktionär. Nach dem Krieg wurde die Geschäftstätigkeit 1948 zunächst zur Abwicklung nach Oldenburg verlegt. Der Hauptsitz aber erst 1950 von Dresden nach Berlin umgezogen, von dort wurde 1954 bereits ein Sitz in Köln aufgebaut. Im Jahr 1955 erhielt die Bank eine erneute Zulassung und konnte nun mit der Ablösung der vor 1945 ausgegebenen Pfandbriefe beginnen.
Seit 1961 hatte sie einen zweiten Sitz in Frankfurt am Main und 1972 verschmolz sie mit der Deutsche Hypothekenbank Meiningen zur Deutsche Hypothekenbank Frankfurt-Bremen AG, Bremen.
Das Archiv befindet sich bei der KfW Bankengruppe im Konzernarchiv in der KfW-Niederlassung Berlin.